# Infurcitinea longipennis
Infurcitinea longipennis är en fjärilsart som beskrevs av Aleksei Konstantinovich Zagulajev 1979. Infurcitinea longipennis ingår i släktet Infurcitinea och familjen äkta malar. Inga underarter finns listade i Catalogue of Life.